# Спрент Дабвидо
Спрент Дабвидо (на английски: Sprent Arumogo Dabwido) е 29-ият президент на Науру.

## Биография
Роден е на 16 септември 1972 г.